# Echiniscus quadrispinosus
Echiniscus quadrispinosus är en djurart som tillhör fylumet trögkrypare, och som beskrevs av Ferdinand Richters 1902. Echiniscus quadrispinosus ingår i släktet Echiniscus och familjen Echiniscidae. Arten är reproducerande i Sverige.

## Underarter
Arten delas in i följande underarter:
- E. q. quadrispinosus
- E. q. brachyspinosus
- E. q. cribrosus
- E. q. fissispinosus